# Vastgoedpro
Vastgoedpro was een Nederlandse beroepsorganisatie voor vastgoedprofessionals, zoals makelaars en taxateurs. De vereniging heeft volgens de eigen website ongeveer 700 leden.
In december 2009 is Vastgoedpro als organisatie ontstaan vanuit een fusie tussen de Landelijke Makelaars Vereniging, LMV,  die in 1987 werd opgericht als afsplitsing voortkomend uit ontevredenheid van sommige leden van de NVM en het Register van Vastgoed Taxateurs RVT. Hoewel Vastgoedpro eind 2009 is opgericht, gaat de historie van de grondleggers van LMV en RVT meer dan twintig jaar terug. Enkele vergelijkbare organisaties zijn Nederlandse Vereniging van Makelaars en Vereniging Bemiddeling Onroerend goed. 
Vastgoedpro onderscheidt zich in de markt doordat zij een beroepsvereniging is en geen brancheorganisatie. De nadruk van haar activiteiten ligt op het delen van kennis van de leden onderling, netwerken en het ontwikkelen van tools die gericht zijn op de uitoefening van het vak door het individuele lid. Binnen Vastgoedpro zijn er vier vakgroepen, te weten Makelaars, Taxateurs, Bouwkundig Keurders en overige vastgoedprofessionals. Makelaars en Taxateurs zijn verspreid zijn over drie kennisplatforms, Particulier Vastgoed, Bedrijfsmatig vastgoed en Landelijk Vastgoed. 
Vanaf 1 januari 2025 is de organisatie verder gegaan onder de naam Vastgoed Nederland, na een fusie met Vereniging Bemiddeling Onroerend goed.

## Bestuurlijke indeling
De vereniging werd geleid door een algemeen bestuur dat bestaat uit Friso van der Meulen (penningmeester) Clemens van de Paverd, Truus de Smit (voorzitter). Alle bestuursleden zijn dagelijks actief in het vak als makelaar/taxateur. Dwars door deze vereniging heen, lopen verschillende marktsegmenten zoals Agrarisch Vastgoed, Bedrijfsmatig Vastgoed en Particulier Vastgoed. Door deze matrix-structuur biedt Vastgoedpro al haar leden continu gericht ondersteuning op het gebied van deskundigheidsbevordering en kwaliteitsbewaking.